# Magister equitum
Magister equitum (magister konjenice ali poveljnik konjenice) je bil rimski magistrat, imenovan za diktatorjevega poročnika oziroma pomočnika. Njegova uradna funkcija je bila, da v vojnem času poveljuje rimski konjenici, vendar samo do konca krize, za katero je bil imenovan diktator, ali do izteka diktatorjevega mandata. Magister equitum je lahko deloval tudi neodvisno od konjenice. Imenovanje diktatorja in magistra equitum je služilo tako vojaškim kot političnim ciljem.

## Izvor
V Rimskem kraljestvu je konjenici v bitki poveljeval sam kralj ali pa je poveljevanje prenesel na svojega glavnega svetovalca, celerskega tribuna. Konjeniške enote so služile tudi kot kraljeva telesna straža. Zadnja oseba na tem položaju je bil Lucij Junij Brut, nečak Lucija Tarkvinija Superba, sedmega in zadnjega rimskega kralja. Po Tarkvinijevem posilstvu aristokratke Borgije je Brut kot celerski tribun sklical comitio in ukinil kraljev imperij. Po Tarkvinijevem izgonu je Brut, ki ga je comitia izvolila za enega od prvih  konzulov, poveljeval konjenici v bitki pri Arsijskem gozdu leta 509 pr. n. št. in v bitki padel.
V prvih letih republike niso poskušali obnoviti urada celerskega tribuna. Vrhovno  vojaško poveljevanje so prevzeli konzuli. V skladu z načelom, da v Rimski reopubliki nihče ne sme imeti absolutne oblasti, se je na odločitve enega od konzulov lahko drugi konzul pritožil. V devetem letu republike sta jo ogrozila Latinska zveza pod vodstvom Oktavija Maksimila, zeta izgnanega kralja, in Sabinci, s katerimi so se Rimljani spopadli leta 505 in 503 pr. n. št. Istočasno je obstajal tudi sum, da nekateri konzuli simpatizirajo s kraljem. V nastali paniki so se Rimljani odločili, da bodo imenovali pretorja maxima ali diktatorja, kot so ga imenovali kasneje. Pravica do pritožbe na diktatorjeve odločitve je bila za čas trajanja izrednih razmer ukinjena.
Za prvega diktatorja je bil imenovan konzul Tit Larcij Flav, za prvega magistra equitum pa Spurij Kasij Vecelin. Ko so Sabinci izvedeli za njuno imenovanje, so v Rim poslali delegacijo na mirovna pogajanja. Ker Rimljani še niso bili pripravljeni na vojno, so sklenili mir in diktator in magister equitum sta zaključila  svoj mandat, ne da bi odšla na bojišče.

## Vsebina položaja
Pristojnosti starorimskeega kelerskega tribuna so bile ločene od institucije diktatorstva. Čeprav je diktator poveljeval celotni vojski, je bil njegov tehnični naziv magister populi ali "poveljnik pehote", medtem ko je bila konjenica zaupana njegovemu poročniku. Za razliko od konzulov, ki sta si enakopravno delila oblast, je bil magister equitum vedno podrejen diktatorju. Čeprav zgodovina ne beleži, ali je prvega magistra equitum imenoval diktator, ga je v kasnejši praksi skoraj vedno izbral diktator, kateremu je služil. Diktator je imel pravico, da ga odpusti in imenuje drugega. Po prenehanju izrednega dogodka, za katerega je bil imenovan diktator, ali po poteku šestmesečnega mandata, je moral diktator odstopiti. Z njegovim odstopom je potekel tudi mandat magistra equitum.
Izvirna funkcija diktatorja je bila poveljevari rimski vojski v vojnem času, vendar je bil včasih imenovan tudi za izvedbo volitev, vzpostavljanje javnega miru ali opravljanje verskih funkcij, če tega nista mogla opraviti konzula ali drugi magistrati. Diktator je tudi v teh primerih običajno imenoval svojega  magistra equitum, ki mu je služil kot pomočnik. Ko je bila rimska vojska na terenu, se je diktator lahko odločil za delitev svojega poveljstva, pustil magistra equitum v Rimu kot svojega namestnika ali ga poslal na bojišče in sam ostal v Rimu.
Tako kot drugi magistrati je imel magister equitum pravico nositi togo praetexto, sedeti na kurulskem stolu in imeti ceremonialno spremstvo šestih liktorjev. Število liktorjev je bilo pol manjše od števila liktorjev konzulov in po ustanovitvi pretoriata leta 366 pr. n. št. enako številu liktorjev pretorjev. Tako kot liktorji drugih magistratov so morali tudi njegovi v Pomeriju, svetem delu mesta Rima, iz svojih fasces odstranijo sekire. Spremstvo 24 liktorjev je imel samo diktator. Ker so predstavljali njegovo absolutno oblast v rimski državi, so tudi v Pomeriju obdržali sekire.

## Zgodovina
Pred ustanovitvijo pretorstva je bil magister equitum običajno nekdo, ki je že bil konzul ali konzularni tribun. Magistraturo je torej opravljal nekdo, ki je že imel izkušnje z vojaškim poveljvanjem. Za tiste, ki še niso dosegli najvišjih položajev v rimski državi, je bilo to imenovanje dragocena odskočna deska do teh položajev. V kasnejši republiki so magistra equitum običajno izbirali med moškimi pretorskega ranga, se pravi med pretorji, ki še niso bili izvoljeni za konzula.
V 4. stoletju pr. n. št., v katerem so začeli na višje državne položaje sprejemati tudi plebejce, se je manjšala potreba po imenovanju izrednih magistratov za izredne vojne razmere, kot sta bila diktator in magister equitum. Oba magistrata so vedno pogosteje imenovali za ceremonialne namene. Do leta 300 pr. n. št. je položaj diktatorja postal podvržen provokaciji, pravici rimskih državljanov do pritožbe. Nekaj diktatorjev, imenovanih v 3. stoletju pr. n. št., je bilo poslanih na bojišče, zato je postala  funkcija magistra equitum vedno bolj odveč. Zadnji diktator, ki je odšel na bojišče, je bil Mark Junij Pera, imenovan med drugo punsko vojno leta 216 pr. n. št. Njegov magister equitum je bil Tiberij Sempronij Grakh.
Do konca druge punske vojne so bili diktatorji praviloma imenovani za izvedbo volitev letnih magistratov. Vsi so imenovali svoje magistre equitum, vendar nobeden od njih  ni bil samostojen poveljnik ali vodja vojske na vojnem pohodu. Po letu 202 pr. n. št. ni bil noben diktator imenovan na ustaljen način. Položaj magistra equitum je postal nepomemben.
Leta 82 pr. n. št.  je general Sula premagal marijansko vojsko in zmagovito vkorakal v Rim. Na njegov poziv je interrex Lucij Valerij Flak prepričal comitio, da je Sulo imenovala za diktatorja za ponovno vzpostavitev reda. Sula je s tem obudil položaj diktatorja in v znak zahvale za  magistra equitum imenoval Flaka. Zdi se, da slednji ni opravljal nobenih vojaških dejavnosti. Sula in Flak sta ostala na položajih do odstopa leta 79 pr. n. št.
Ob izbruhu vojne med Cezarjem in Pompejem leta 49 pr. n. št. je bil Cezar imenovan za diktatorja za izvedbo volitev. Magistra equitum ni imenoval. Za diktatorja je bil drugič imenovan leta 47 pr. n. št. Tokrat je za magistra equitum imenoval Marka Antonija. Istega leta je na ta položaj imenoval tudi  Marka Emilija Lepida. V Cezarjevi tretji diktaturi, leta 45. pr. mn. št., je bil njegov  magister equitum Lepid. Oba sta bila na ta položaja imenovana tudi naslednje leto.
Lepid je bil zadnji magister equitum, ki je poveljeval rimski vojski, čeprav ni bil zadnji. Cezar je za jesen leta  43 pr. n. št. načrtoval nov vojni pohod in za zadnjega magistra equitum nominiral svojega nečaka, kasnejšega cesarja Gaja Oktavijana, ki  kot tak nikoli ni prevzel vojaškega poveljstva. Medtem je Cezar za magistra equitum za leto  43 pr. n. št. nominiral Gneja Domicija Kalvina. Na marčeve ide leta 44 pr. n. št. je bil Cezar umorjen in Domicij ni mogel biti imenovan za magistra equitum.
Ko se je oblast v Rimu konsolidirala, prvič v triumviratu Oktavijana, Marka Antonija in Lepida in drugič pod Oktavijanom osebno, diktator ni bil nikoli več imenovan. Po Cezarjevi smrti je Mark Antonij uveljavil zakon, s katerim je bil položaj diktatorja ukinjen. Oktavijan je svojo oblast previdno in skrbno zavil v ustavno obliko. Njegova oblast pod nazivom avgust  je v mnogo pogledih presegala moč rimskega diktatorja, vendar ni nikoli privzel naziva diktator ali simbolov njegovega položaja. Avgustovi nasledniki so sledili njegovemu zgledu in niso niti takrat, ko so imeli oblast diktatorja, uporabljali tega naziva ali imenovali svojega magistra equitum. Položaj magistra equitum je bil ponovno ukinjen.
V 4. stoletju n. št. je cesar Konstantin oživil naslov za enega od svojih visokih vojaških častnikov, da bi zmanjšal moč pretorskega prefekta. Ustanovil je tudi položaj  magister peditum, poveljnik pehote. Položaja sta se postopoma zlila v položaj magister militum, poveljnik vojske. Oba naziva sta se kasneje uporabljala v vojaških upravah bizantinskih pretorskih prefektur.